# Центральні провінції

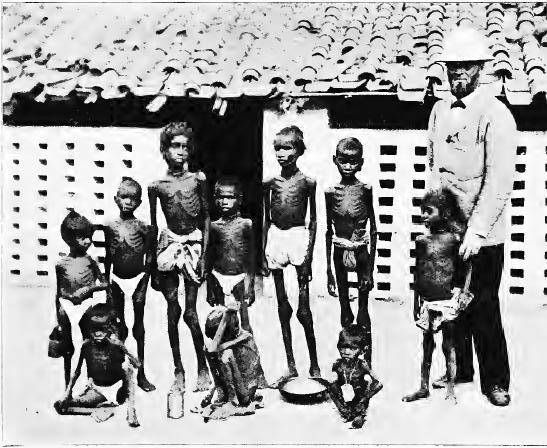
Уражені голодом діти в Джуббулпурі, Центральні провінції, 1897 рік

21°09′ пн. ш. 79°05′ сх. д. / 21.15° пн. ш. 79.09° сх. д.
Центральні провінції — провінція Британської Індії. Вона охоплювала британські завоювання від Моголів і Маратхів у центральній Індії та охоплювала частини сучасних штатів Мадг'я-Прадеш, Чхаттісгарх і Махараштра. Нагпур був основною зимовою столицею, тоді як Пачмархі служив регулярним літнім місцем відпочинку. У 1903 році провінція реорганізована у Центральні провінції та Берар.
Центральні провінції були утворені в 1861 році шляхом злиття територій Согор і Нербудда та провінції Нагпур. У 1864 році було додано район Німар, яким керувала Центрально-Індійська агенція. Це був майже острів, оточений морем «корінних держав», таких як Бхопал і Рева на півночі, Чота Нагпур і Калаханді на сході, а також території Нізама Гайдарабад на півдні та Берар на заході.

## Географія
Центральні провінції не мали виходу до моря, займаючи гірські хребти, плато та річкові долини в центрі індійського субконтиненту.
Найпівнічніша частина штату простягалася на височину Бунделькханд, річки якої, що течуть на північ, є притоками Ямуни та Гангу. Хребет Віндхья тягнеться на схід і захід, утворюючи вододіл між басейном Ганг-Ямуна та басейном річки Нармада, яка займає центр і захід провінції, і тече на захід, щоб впасти в Аравійське море. Верхня долина Нармада утворює центр регіону Махакошал. Джабалпур (колишній Джуббулпор) лежав у верхній частині Нармади і був важливим залізничним вузлом.
Хребет Сатпура відокремлює долину Нармада від плато Декан на півдні. Центральні провінції включали північно-східну частину Декана, дренованого притоками річки Годаварі, включаючи Вайнгангу, Вардху та Індраваті. Вони течуть на схід до Бенгальської затоки. Частина Берара лежала у верхній частині басейну річки Тапті, яка впадає на захід в Аравійське море. Частина центральних провінцій на плато Декан утворила регіон Відарбха, який включає Нагпур, столицю провінції.
Східна частина штату лежить у верхів'ях басейну річки Маханаді, яка утворює родючий рисовий регіон Чхаттісгарх. Хребет Майкал розділяє басейни Нармади і Маханаді. Плато Чота Нагпур простягалося до північно-східного кута провінції.

## Демографія
Загальні переписи населення проводилися в 1866, 1872, 1881, 1891 і 1901 роках. Населення в 1866 році становило понад 9 мільйонів, а в 1872 році — понад 9,25 мільйонів. 1869 рік був голодним. У 1872, 1878 і 1879 роках були епідемії віспи і холери. До 1881 року населення зросло до 11,5 мільйонів, а до 1891 року — майже до 13 мільйонів. У 1901 році населення становило 11 873 029 осіб, що на 800 000 менше, ніж у 1891 році. Відсутність літніх мусонних дощів у 1897 і 1900 роках призвела до масових неврожаїв і величезного голоду в ті роки, а в чотири інші роки цього десятиліття були часткові неврожаї з епідеміями холери в семи з десяти років. Частина зменшення (від однієї восьмої до однієї чверті) була внаслідок еміграції до Ассаму та інших провінцій Індії.

### Мовні регіони
Центральні провінції містили два окремі мовні регіони: Махакошал, що складається переважно з хінді-мовних районів, і Відарбха, переважно, але не виключно, маратхі-мовний регіон. Мовні регіони не могли бути повністю інтегровані як єдине ціле.
За переписом 1901 року 6 111 000 (63 % відсотків) населення розмовляли варіантами гінді, головним чином чхаттісгархі (27 %), бунделі (15 %), багелі (10 %) і малві або раджастані (5 %). 2 107 000 (20 %) розмовляли маратхі, мовою більшості районів Вардха, Нагпур, Чанда та Бхандара, а також південних частин районів Німар, Бетул, Чхіндвара та Балагат. Носіїв орії було 1 600 000, або 13,5 %, але передача району Самбалпур Бенгалії в 1905 році зменшила кількість орія до 292 000. Було 94 000 носіїв телугу, переважно в окрузі Чанда. З 730 000, які розмовляли іншими дравідійськими мовами, більшість розмовляли гонді, а 60 000 розмовляли корку. 74 000 розмовляли мовами мунда.

## Політика та адміністрування
Центральними провінціями з 1861 по 1920 рік керував головний комісар.
Адміністративно Центральні провінції складалися з чотирьох округів (Нербудда, Джуббулпор, Нагпур і Чхаттісгарх), які далі були поділені на 18 округів — по п'ять округів у кожному відділі, за винятком Чхаттісгарха, який мав три округи. Берар підпорядковувався головному комісару центральних провінцій, але керувався окремо. Центральні провінції також містили 15 князівств, які займали 31 188 квадратних миль і населення в 1901 році становило 1 631 140 осіб, приблизно 15 % від загальної кількості населення. Найбільшим був Бастар з площею 13 062 милі, а найменшим був Саткі з площею 138 квадратних миль. Княжі держави входили до дивізії Чхаттісгарх, за винятком Макраї, який входив до округу Хошангабад.